# Кушхеві
Кушхеві (груз. ქუშხევი) — село в Грузії.
За даними перепису населення 2014 року в селі проживає 16 осіб.